# Omer Demeuldre
Omer Paul Demeuldre (8 mars 1892 à Cambrai - 3 mai 1918) est un as de l'aviation français de la Première Guerre mondiale au cours de laquelle il remporte treize victoires aériennes homologuées, et douze victoires probables.

## Biographie
Omer Demeuldre s'engage dans l'armée en 1913. mécanicien d'aviation lorsque la guerre éclate en 1914, il quitte l'Escadrille MF 35 (où il était le mécanicien attitré du capitaine Collard) pour devenir observateur aérien au sein de l'Escadrille MF 63 en avril 1915. Le 7 septembre 1915, il remporte à ce poste sa première victoire en abattant un Albatros à la mitrailleuse, au-dessus du Bois de Forges.
Après avoir suivi une formation de pilote, il reçoit son brevet de pilote militaire en octobre 1916. Il remporte sa première victoire aux commandes de son Maurice Farman (sa deuxième victoire personnelle), le 23 mai 1917, à l'Est d'Itancourt.
En octobre 1917, Demeuldre est affecté à l'Escadrille Spa84, volant sur des SPAD et basée à Chaudun. Le 30 octobre, il remporte sa troisième victoire aérienne, ce qui lui vaut de recevoir la Médaille militaire. Demeuldre remportera trois nouvelles victoire en 1917, portant son total personnel à six victoires. Il acquiert par là même le titre d'as.
Entre le 3 janvier et le 14 avril 1918, il remporte au sein de l'Escadrille Spa84 sept nouvelles victoires homologuées, dont un doublé le 3 février. Le 14 avril 1918, pour sa dernière victoire, il abat un biplace allemand au-dessus d'Éplessier.
Le 3 mai 1918, le sous-lieutenant Demeuldre est porté disparu au cours d'une patrouille aérienne dans le secteur de Montdidier. Il est décoré de la Légion d'honneur à titre posthume.